# Desmoteplasa
La desmoteplasa, anomenada també DSPA (Desmodus salivary plasminogen activator) o draculina (obsolet), és una proteasa que es troba a la saliva dels vampirs comuns (Desmodus rotundus) i que actua com a agent trombolític catalitzant la conversió de plasminogen a plasmina, enzim responsable de descompondre els coàguls de sang formats per fibrina. Estructuralment i funcionalment és molt semblant a la t-PA, però presenta característiques aventatjoses que poden ser utilitzades en el tractament de la trombosi arterial i, per extensió, de l'AVC isquèmic.

## Presència en els éssers vius
Hi ha aproximadament 1.100 espècies de ratpenats al món, els quals constitueixen aproximadament el 20% de tots els mamífers (5.500 espècies). D'aquestes 1.100 espècies de ratpenats, només tres estan adaptades per alimentar-se de sang, és a dir, són hematòfags. Aquests ratpenats inclouen el vampir comú (D. rotundus), el vampir escuat (Diphylla ecaudata) i el vampir d'ales blanques (Diaemus youngi).
Malgrat que les tres espècies s'alimenten de sang, no tenen les mateixes preferències. L'espècie més primitiva, el vampir escuat (Diphylla ecaudata) s'alimenta exclusivament de sang d'aus. El vampir d'ales blanques (Diaemus youngi), té una forta preferència per la sang d'aus, però també s'alimenta de la sang de mamífers, mentre que el vampir comú (D. rotundus) generalment s'alimenta de la sang dels mamífers. D'aquesta manera el vampir comú (D. rotundus) pot produir la lisi de coàguls de diverses espècies de mamífers. Dades genòmiques recents ens mostren que la pressió evolutiva no només ha donat la capacitat d'activar el plasminogen, sinó que també ha permès que la desmoteplasa present en la saliva del vampir comú sigui plenament eficaç i específica pels coàguls de fibrina formats a la sang dels mamífers.
A causa de la major abundància del vampir comú enfront de les altres i la seva preferència pels mamífers, la seva saliva s'ha estudiat més a fons, ja que es volen conèixer els processos pels quals aquests ratpenats mantenen la sang en circulació des de l'hoste fins a la seva boca sense que es formin coàguls.

## Història
Els camps de la trombosi i hemostàsia, han gaudit de molts beneficis a partir de compostos derivats de la naturalesa, en particular, de les serps i els animals que s'alimenten de sang. Aquests, com per exemple les sangoneres i les paparres, han desenvolupat una forma d'evitar que la sang es coaguli, o almenys mantenir-la en estat líquid, per aquest motiu, han estat objecte d'investigació clínica.
Un exemple més recent ha estat el descobriment d'un potent activador de plasminogen, anomenat desmoteplasa, a la saliva del vampir comú (Desmodus rotundus).
Posteriors estudis van revelar que aquest enzim comparteix una sèrie de similituds estructurals i funcionals amb la proteasa fibrolítica humana, de tipus activador tisular de plasminogen (t-PA). A més, la desmoteplasa té una sèrie de beneficis sobre el tPA, ja que té una vida mitjana superior i presenta una neurotoxicitat nul·la, lo qual ha provocat que s'intensifiqués el seu estudi.
Aquest enzim seleccionat per a desenvolupament clínic va ser descrit originalment com "desmokinase". Més tard va ser anomenat "Desmodus salivary plasminogen activator (DSPA)" i finalment "desmoteplase". A tots els efectes, és l'activador de plasminogen homòleg dels vampirs comuns, al t-PA humà. Malgrat la similitud, els estudis han revelat diferències en les propietats bioquímiques que en la major part són degudes a diferències estructurals. Amb els anys, s'ha demostrat que la saliva del vampir comú (Desmodus rotundus) conté un sistema d'enzims fibrolítics molt específic, un inhibidor de l'agregació plaquetària molt potent i un anticoagulant inèdit.

### Descobriment i posterior estudi
El 1932, es va mostrar per primera vegada que la saliva del vampir comú (D. rotundus) interferia en el mecanisme hemostàtic de l'hoste, lo qual no permet l'hemostàsia que consisteix a aturar les hemorràgies. Amb això, el vampir comú és capaç de mantenir el flux sanguini per alimentar-se.
El 1966 aquest agent va ser descrit com a activador de plasminogen, ja que catalitza la conversió de plasminogen en plasmina, que és l'enzim principal per la dissolució de coàguls de fibrina a la sang. L'estudi amb la saliva del vampir comú va demostrar que produïa la lisi de plaques de fibrina i de coàguls de plasma humà.
El 1974 es va revelar que la saliva només induïa a la lisi en presència de fibrina, per tant és extremadament específic i no produeix cap problema a la resta de cèl·lules. Aquesta va ser una característica molt important per al desenvolupament posterior, ja que es va començar a pensar que en podíem obtenir un gran benefici per a la salut.
Van passar 15 anys abans que aquest activador del plasminogen fos clonat i se'n fes un perfil enzimàtic complert per poder-lo comparar amb altres activadors de plasminogen més estudiats. La clonació de l'ADN complementari (ADNc) de la desmoteplasa va ser duta a terme per dos equips de científics liderats per Gardell i Kratzschmar.
Aquesta anàlisi va mostrar que l'activador de plasminogen del vampir comú mostra similituds amb la proteasa fibrolítica humana (t-PA). No van trigar a descobrir que la desmoteplase tenia quatre variants diferents: DSPA α1, DSPA α2, DSPA β i DSPA γ. Aquestes quatre variants estan codificades per gens separats.
Tot i que tots es van comportar com a activadors de plasminogen, tenen diferents propietats farmacològiques i bioquímiques.

## Estructura de la DSPA

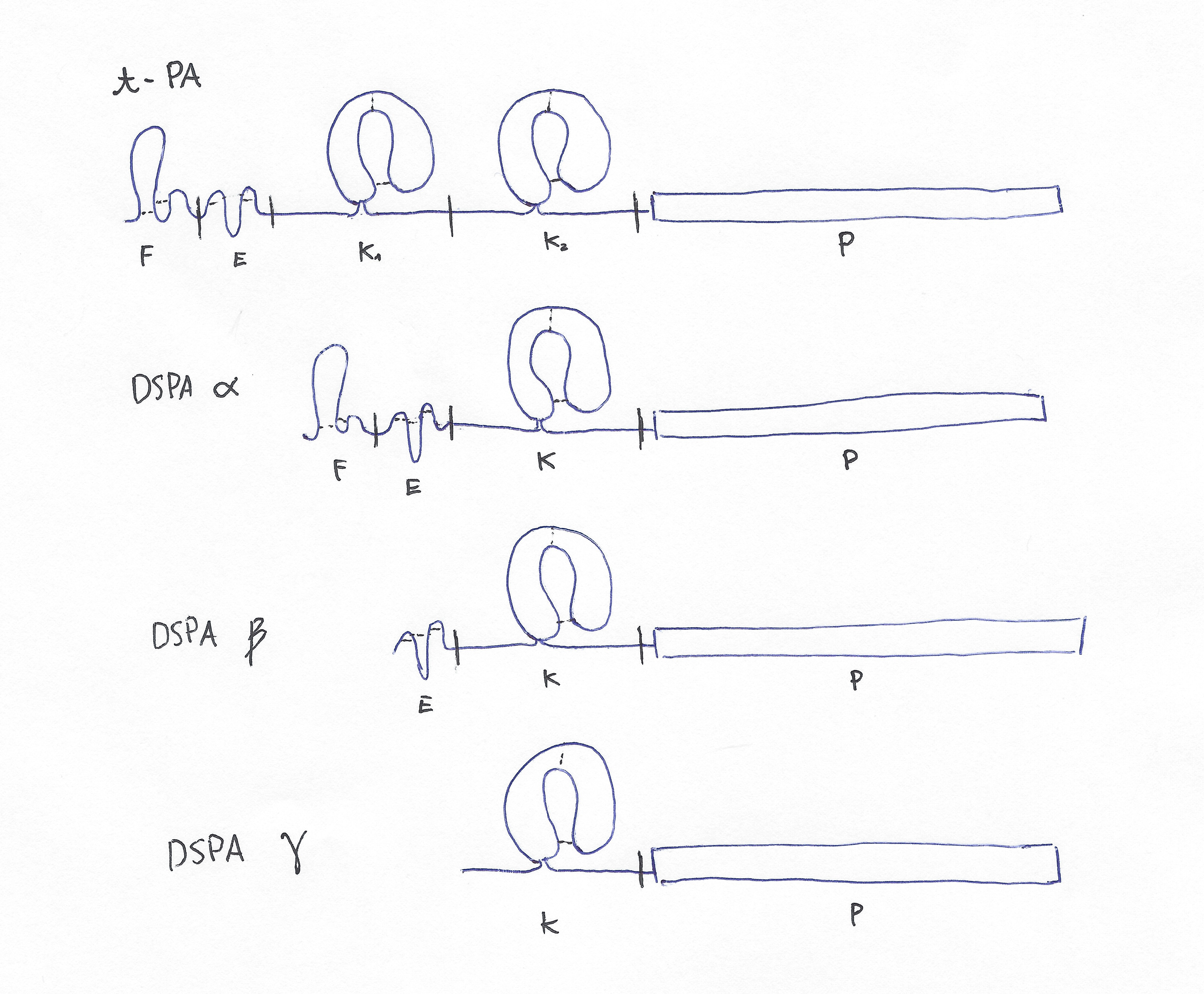
Dominis DSPAs i t-PA. F=domini de fibronectina, E=factor de creixement epidèrmic, K=domini kringle, P=domini proteasa

De la mateixa manera, que altres activadors del plasminogen, la DSPA es componen de diferents dominis estructurals. L'estructura dels dominis i la seva seqüència d'aminoàcids és força semblant a la del t-PA. La DSPA α1 està compost per un pèptid senyal i un dit, un factor de creixement epidèrmic (EGF), un domini kringle (K) i un domini serín proteasa. Pel que fa al domini kringle del DSPA α1 té més semblança amb el domini kringle 1 que el domini kringle 2 de la t-PA.
Tal com s'ha indicat anteriorment, la desmoteplasa té quatre variant diferents, la DSPA α1 (o simplement DSPA), la DSPA α2 (o Bat-PA), la DSPA β i la DSPA γ.
Cadascuna presenta certes característiques pel que fa a la seva estructura.
La DSPA α1 i la DSPA α2 presenten tots els dominis descrits anteriorment, la DSPA β no consta de dit i la DSPA γ (la més petita) tan sols conté un domini kringle i un domini proteasa.
A continuació s'estudien diverses característiques de les diferents variants de desmoteplasa

### DSPA α1 i DSPA α2
La DSPA α1 i la DSPA α2 són proteïnes estretament relacionades. L'ADNc que codifica aquestes proteïnes es diferencia només l'un de l'altre en 80 de les seves 2245 parelles de bases que conté. Les dues proteïnes estan formades per 477 aminoàcids amb un 89% d'homologia entre les dues. Tenen un pes molecular aparent de 52 kD.
La diferència de 50 aminoàcids entre les dues proteïnes inclou substitucions N-terminal, que podria ser la raó per la qual la DSPA α 2 s'expressa amb menys freqüència.

### DSPA β i DSPA γ
La DSPA β i γ són proteïnes més petites compostes per 431 i 394 aminoàcids i amb un pes molecular aparent de 42 kD i 40 kD respectivament. Les variacions en el ADNc que codifica la composició d'aminoàcids de les diferents proteïnes inclou tres intercanvis en el domini de la proteasa, Ash367 per Lys367, Tyr381 per His381 i Met399 i Arg399

### Comparació entre les diferents variants DSPA i el t-PA
Comparant la seqüència d'aminoàcids entre el t-PA i la DSPA α1 i la DSPA α2 es pot veure que comparteixen més del 70% de la seqüència. Especialment, el dit, el factor de creixement epidèrmic i el domini kringle 1 són regions que es conserven.
En contrast amb el t-PA, a les quatre variants de DSPA els manca un lloc d'escissió de la plasmina trobat en el t-PA, fent que sigui l'únic activador de plasminogen conegut que existeix com a molècula de cadena única amb activitat catalítica completa
La t-PA té cinc dominis diferents, un domini de fibronectina (o dit), un domini de factor de creixement epidèrmic, dos dominis kringle i un domini proteasa. Aquests dominis són important per permetre que el t-PA s'uneixi als seus cofactors i als receptors de la superfície cel·lular, i per reconèixer i unir-se al plasminogen.
Si mirem l'estructura de les quatre molècules de DSPA, cadascuna té certs dominis semblants al t-PA. Com s'ha comentat, la DSPA α1 i la DSPA α2 són les dues variants de desmoteplasa que presenten més semblances respecte al t-PA. Tenen els mateixos dominis que el t-PA excepte el domini kringle 2 (K2). El DSPA β és la variant transcrita en més abundància en la saliva dels ratpenats i les seves diferències respecte de la t-PA són que només té els dominis E, K1 i P (li falten el K2 i el F).
Finalment, la DSPA γ és la més diferents a la t-PA, ja que només presenta els dominis K1 i P
En les quatre variant de DSPA, el domini kringle és més semblant al K1 de la t-PA que al K2, ja que el domini K de les DSPAs no conté un lloc d'unió a la lisina, cosa que és característica del domini K2 de la t-PA i que s'utilitza per exposar els residus de lisina a la fibrina parcialment degradada.

## Funció biològica
L'activitat enzimàtica fibrinolítica de la DSPA és una eina clau per evitar la formació de coàguls sanguinis que obstrueixin el flux sanguini en els vasos sanguinis, dels quals poden derivar-se patologies com l'anòxia o la mort del teixit per infart. Consegüentment, les característiques biològiques de la DSPA poden resultar de gran importància en l'aplicació terapèutica per a combatre urgències mèdiques com són els accidents cerebrals vasculars i els infarts miocardíacs.

### Intervenció de la DSPA en el procés de coagulació
El procés de coagulació culmina quan el fibrinogen s'activa en fibrina, component estructural del coàgul sanguini que mantindrà la seva rigidesa i estabilitat. Un cop format ja el coàgul, el sistema fibronolític serà l'encarregat d'eliminar-lo, produint-se així una degradació de les xarxes de fibrina formades per la coagulació en el procés de fibrinòlisi que evitarà la formació de trombes en el vas sanguini. Concretament, la DPSA serà l'enzim que actuarà com a activador de plasminogen, catalitzant la conversió de plasminogen a plasmina, serina proteasa que degradarà finalment el coàgul format per fibrina.

#### Activació de la DSPA

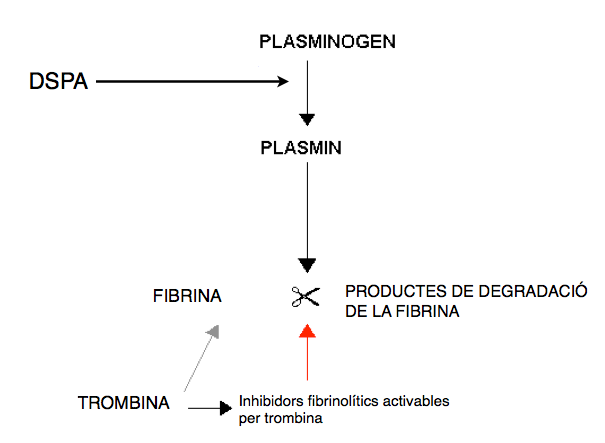
Esquema funcionament DSPA

La DSPA és una proteasa que funciona com a proenzim o zimogen. En estat inactiu es troba en forma de proteasa monocatenària i té una activitat intrínseca molt baixa, però s'activa davant la presència de fibrina. Un cop s'ha produït la unió fibrina-DSPA, la desmoteplasa pren una estructura semblant a la del t-PA i potencïa enormement la seva activitat. El seu grau de dependència i afinitat fan que la fibrina sigui un cofactor essencial per l'activació de plasminogen mediada per DSPA.
Les quatre variants de DSPA tindran diferents graus de dependència amb la fibrina, però d'entre elles la DSPAα1 serà la més fibrinodependent.

### Avantatges funcionals respecte a la t-PA
Degut a la seva semblant naturalesa, nombrosos estudis comparatius s'han realitzat per demostrar l'eficàcia de la DSPA enfront de la t-PA (activador tissular de plasminogen). S'afirma que la DSPA respon de manera més eficaç i positiva davant la presència de coàguls sanguinis degut a la seva major afinitat (fibrin-selectivity) per la fibrina, sobretot en el cas de la DSPA α1.
Entre els avantatges que es llisten en la utilització de la DSPA en detriment de la t-PA s'hi inclouen:
- L'ús de t-PA presenta un consum de proteïnes de coagulació que es materialitza en la reducció dels nivells de fibrinogen i plasminogen, fet que no es comprova amb l'ús de DSPA.[31]
- La semivida d'eliminació de la DSPA és major que la de la t-PA, fet que permetria l'administració de DSPA en un marge temporal més ampli que la t-PA.[32]
- Els efectes fora de diana (off-target) de la DSPA són mínims i no tenen el risc de causar hemorràgia cerebral o lesions neuronals, com sí que ocorre amb la t-PA[33]

Per la seva naturalesa trombolítica i els seus mínims efectes secundaris potencials, la DSPA està actualment en assaig clínic com a fàrmac per combatre, a través de la revascularització, les urgències mèdiques per accident vascular cerebral isquèmic agut

## Desenvolupament clínic

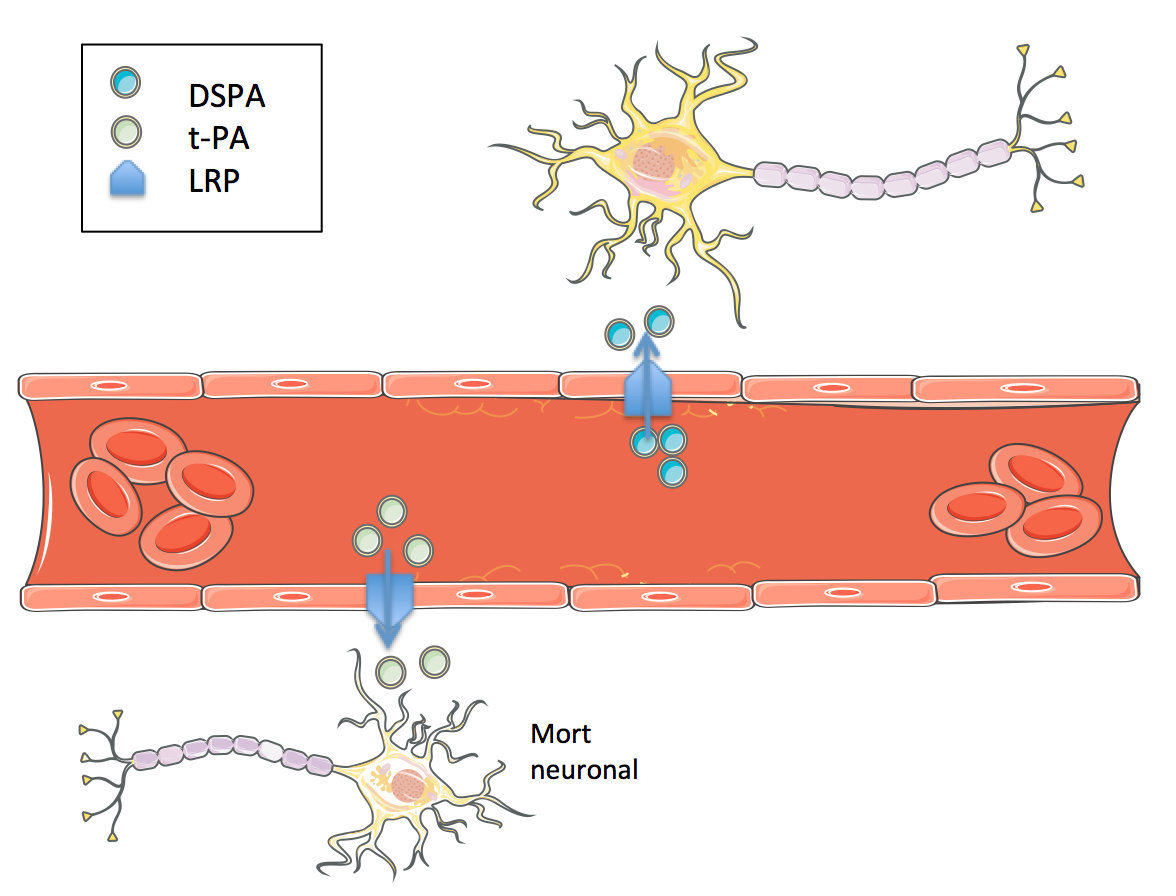
Representació esquemàtica dels efectes de la tPA i la desmoteplasa (DSPA) vasculars en la unitat neurovascular. Ambdós activadors de plasminogen travessen la BBB (Barrera hematoencefàlica) en un procés dependent de la LRP. A més, la desmoteplasa impedeix l'augment de la neurotoxicitat mediada per NMDA, a causa del tPA, competint pel LRP (receptor) a la BBB. No obstant això, només la tPA influeix en la neurotoxicitat mediada per NMDA (receptors de neurotransmissors).

Actualment, l'accident cerebrovascular agut és una de les causes més importants de la mortalitat i discapacitat a llarg termini en el món
desenvolupat. A més del cost humà, el cost econòmic anual a causa dels ictus a Anglaterra s'ha estimat al voltant de £ 7 mil milions.
Aquesta patologia és generalment degut a una trombosi de l'artèria cerebral o per una embòlia, el que representa el 85% de tots els accidents cerebrovasculars, el 15% restant es deu a una hemorràgia intracranial.
Per a intervenció trombolítica, avui en dia, l'únic fàrmac és l'alteplasa (activador tissular del plasminogen recombinant; rtPA). L'ús d'alteplasa és limitat, ja que està restringit fins a 3 hores després de l'aparició dels símptomes, en conseqüència menys del 3% dels pacients amb ictus agut són tractats.
En comparació amb l'alteplasa, la desmoteplasa té un perfil preferible, ja que és altament específic per a la fibrina, hi ha absència de neurotoxicitat i no sorgeix activació sistèmic del plasmilogen, a més, el lapse de temps en què es pot utilitzar és major.

### Investigacions dutes a terme

#### Investigació en animals
La propietats trombolítiques del DSPA van ser estudiades prèviament en diversos models experimentals en animals, en són un exemple:
- Un model de rata amb embòlia pulmonar,[34] amb coàguls sanguinis marcata amb 125I-fibrinogen. En aquest model, la DSPA va ser significativament més potent que la del t-PA. Mentre que el t-PA va reduir significativament el fibrinogen, el plasminogen i CT2-antiplasmina, la DSP només va reduir el CT2-antiplasmina en certa manera.

- Un model caní, en el que es va provocar un coàgul a l'artèria femoral.[35] En aquesta experiència, la DSPA va ser també significativament més efectiva, comparada mab t-AP, a l'hora de restaurar el flux sanguini arterial. A més, després de la reperfusió amb t-PA només el 41 + 15% del flux inicial es va mantenir en comparació amb 80 + 10% amb DSPA.

Més investigacions es van realitzar, però totes van mostrar la mateixa idea. La trombòlisi amb DSPA es produeix sense una extensa activació del plasminogen circulant. Per sobre de tot, la trombòlisi amb DSPA, almenys en els models animals assajats, sembla gairebé completament específica a la fibrina. A més, un avantatge important, en contrast amb t-PAs, és que la reperfusió és sostinguda durant períodes prolongats de temps.

#### Investigació en humans
El programa cínic es va iniciar el 1999, i des d'aquí, hi ha hagut sis assajos clínics independents (3 en fase II i 3 en fase III) que han tingut com a objectiu comprovar l'efectivitat del desmoteplase en pacients amb ictus en el marc de temps, 3 - 9h després de l'accident.
Els resultats dels dos primers estudis de fase II van ser particularment prometedors amb una millora en la reperfusió i en l'estat clínic després de 90 dies. Els resultats d'aquests dos assajos van portar a un estudi de fase III (Desmoteplase en l'ictus isquèmic agut, 'DIAS-2'). Si bé aquest estudi va demostrar la seguretat post-accident cerebrovascular, no va demostrar eficàcia en pacients amb accident cerebrovascular isquèmic. Un fet sorprenent, el que va generar una sèrie de discussions i va portar a plantejar-se moltes preguntes.
Una anàlisi post hoc de les dades de DIAS-2 va mostrar que quan els pacients tenien una oclusió vascular cerebral proximal o estenosi d'alt grau en la línia de base angiografia, es mostrava una resposta positiva per part de la desmoteplase
Sobre la base d'aquestes tendències, nous assaigs clínics van començar en 2009 (DIAS III i DIAS IV). Els resultats d'aquests estudis determinaran si la desmoteplase obtindrà l'autorització de comercialització com un tractament segur i eficaç per als pacients amb accident cerebrovascular isquèmic agut. (Ambdós assajos són de Fase III).

##### Conceptes previs a l'anàlisi de les taules
Tipus d'assaigs clínic:
L'assaig clínic es pot realitzar en fase I, II, III i IV:
- Fase I : Constitueix el primer pas en la investigació d'una substància o medicament nou en l'home. Són estudis de farmacocinètica i farmacodinàmia que proporcionen informació preliminar sobre l'efecte i la seguretat del producte en subjectes sans o en alguns casos en pacients.
- Fase II. Es realitza en pacients que pateixen la malaltia o entitat clínica d'interès. Té com a objectiu proporcionar informació preliminar sobre l'eficàcia del producte, establir la relació dosi - resposta d'aquest, conèixer les variables emprades per mesurar eficàcia i ampliar les dades de seguretat obtingudes en la fase I.
- Fase III : Són assajos destinats a avaluar l'eficàcia i seguretat del tractament experimental intentant reproduir les condicions d'ús habituals i considerant les alternatives terapèutiques disponibles en la indicació estudiada.
- Fase IV : Són assaigs clínics que es realitzen amb un medicament després de la seva comercialització.

Tipus d'anàlisis:
- NIHSS score:[41]

S'utilitza com una eina per avaluar i documentar l'estat neurològic en els pacients amb accident vascular cerebral agut. L'escala d'accident cerebrovascular és vàlida per predir mida de la lesió i pot servir com una mesura de la gravetat.
- mRS score: Escala per mesurar el grau de discapacitat o dependència en les activitats diàries de les persones que han patit un accident cerebrovascular o altres discapacitats neurològiques.
- ITT Analysis: Un intention-to-trat(ITT) es basa en l'assignació inicial de tractament i no en el tractament que finalment es va rebre, per evitar diversos fets enganyosos, en l'anàlisi dels resultats.

##### Fases
El programa cínic es va iniciar el 1999, i des d'aquí, hi ha hagut sis assajos clínics independents (3 en fase II i 3 en fase III) que han tingut com a objectiu comprovar l'efectivitat del desmoteplase en pacients amb ictus en el marc de temps, 3 - 9h després de l'accident.
Els resultats dels dos primers estudis de fase II van ser particularment prometedors amb una millora en la reperfusió i en l'estat clínic després de 90 dies. Els resultats d'aquests dos assajos van portar a un estudi de fase III (Desmoteplase en l'ictus isquèmic agut, 'DIAS-2'). Si bé aquest estudi va demostrar la seguretat post-accident cerebrovascular, no va demostrar eficàcia en pacients amb accident cerebrovascular isquèmic. Un fet sorprenent, el que va generar una sèrie de discussions i va portar a plantejar-se moltes preguntes.
Una anàlisi post hoc de les dades de DIAS-2 va mostrar que quan els pacients tenien una oclusió vascular cerebral proximal o estenosi d'alt grau en la línia de base angiografia, es mostrava una resposta positiva per part de la desmoteplase.
Sobre la base d'aquestes tendències, nous assaigs clínics van començar en 2009 (DIAS III i DIAS IV). Els resultats d'aquests estudis determinaran si la desmoteplase obtindrà l'autorització de comercialització com un tractament segur i eficaç per als pacients amb accident cerebrovascular isquèmic agut. (Ambdós assajos són de Fase III).
DEDAS
| Trial                     | DEDAS; desmoteplase o placebo; Fase I/II |
| Sponsor                   | PAION Deutshland GmbH |
| Status                    | Published |
| Source of information     | Publication, trial registry |
| Location                  | USA i Alemania |
| Design                    | Randomised, placebo-controlled. |
| Participants and schedule | n=37 - Adults amb ictus agut; - Aplicació durant 3-9 hrs després de simptomes - NIHSS score 4-20 - Aleatorització de desmoteplase en valors: 90µg/kg, 125µg/kg o placebo |
| Follow-up                 | Tractament rebut en el termini de 3-9 hores de aparició dels símptomes de l'ictus, a continuació, 90 dies de seguiment. |
| Primary outcome/s         | Bon resultat clínic als 90 dies - Millora de la NIHSS de ≥ 8 punts) - Resiltats mRS entre 0-2 - Valors BI de 75-100 - Reperfusió en 4-8 hores |
| Secondary outcome/s       | Bon resultats en seguretat (mortalitat, anafilaxis i millor resolució d'hemorràgia) |
| Key results               | Bons resultats clínics: Als 90 dies: - ITT analysis - placebo, 25,0%,; desmoteplase 90µg/kg, 28,6%, p=0.43; desmoteplase 125µg/kg: 60,0%,, p=0.061. Reperfusion: - 69% (9/13) de pacients amb reperfusió van tenir un resultats clínics favorables, comparat amb el 9% (4/21) sense reperfusió (p=0.003).21) sense reperfusió (p=0.003) |

DIAS J
| Trial                     | DIAS-J; desmoteplase o placebo; Fase II |
| Sponsor                   | Lundbeck Japan K.K. |
| Status                    | Desenvolupant-se |
| Source of information     | Trial registry |
| Location                  | Japan |
| Design                    | Randomised, placebo-controlled |
| Participants and schedule | - n=48 - Adults amb ictus agut; - Aplicació durant 3-9 hrs després de simptomes - NIHSS score 4-24 - Reben la medicació de l'estudi dins dels 60 minuts de diagnòstic per imatges - No tractats amb agents trombolítics i heparina en les passades 72 i 48 hores, respectivament - No tractats amb anticoagulants per via oral - Aleatorització de desmoteplase en valors: 70µg/kg, 90µg/kg o placebo. |
| Follow-up                 | Tractament rebut en el termini de 3-9 hores de aparició dels símptomes de l'ictus, a continuació, 90 dies de seguiment. |
| Primary outcome/s         | ICH (Hemorragia intracerebral) simptomàtica en les 72 hores de la rebuda de la medicació |
| Secondary outcome/s       | Puntuacions de mRS a 7, 30 and 90 dies post-intervenció |

DIAS
| Trial                     | DIAS; desmoteplase o placebo; Fase II                                                                                                |
| Sponsor                   | PAION Deutschland GmbH. |
| Status                    | Published |
| Source of information     | Publication, trial registry |
| Location                  | EU (inc UK), Australia and Singapore.                                                                                                |
| Design                    | Randomised, placebo-controlled. |
| Participants and schedule | 62.5µg/kg, 90µg/kg, 125µg/kg or placebo                                                                                              |
| Follow-up                 | Rebuda del tractament entre 3-9 hores després dels simptomes, posterior seguiment de 90 dies                                         |
| Primary outcome/s         | - Reperfusió - Millora clínica als 90 dies (Millora en NIHSS de ≥8 points, puntuacions mRS de 0-2 i BI de 75-100) - ICH simptomàtica |
| Secondary outcome/s       | Nivell de l'infart als 30 dies; hemorràgia grey sistemàtica; anafilaxi; mortalitat                                                   |

DIAS-2
| Trial                     | DIAS-2; desmoteplase o placebo; Fase III. |
| Sponsor                   | Forest Laboratories |
| Status                    | Published |
| Source of information     | Publication, trial registry |
| Location                  | EU, USA, Canada, Australia and Singapore |
| Design                    | Randomised, placebo-controlled |
| Participants and schedule | - n=193 - Adults amb ictus agut; - Aplicació durant 3-9 hrs després de simptomes - NIHSS score 4-24 - Reben la medicació de l'estudi dins dels 60 minuts de diagnòstic per imatges - No tractats amb heparina o inhibidors de glicoproteïna en les passades 72 i 48 hores, respectivament - No tractats amb anticoagulants per via oral - Aleatorització de desmoteplase en valor: 90µg/kg, 125µg/kg o placebo. |
| Follow-up                 | Rebuda del tractament entre 3-9 hores després dels simptomes, posterior seguiment de 90 dies |
| Primary outcome/s         | - Millora clínica als 90 dies (Millora en NIHSS de ≥8 points, puntuacions mRS de 0-2 i BI de 75-100) - ICH simptomàtica |
| Secondary outcome/s       | Nivell de l'infart als 30 dies; resposta clínica en els figurants individuals als 90 dies; mortalitat. |
| Adverse effects (AEs)     | Els més comuns: Per placebo, desmoteplase 90µg/kg and 125µg/kg respectively: - AEs, 29%, 35%, 36% - Morts en els nouranta dies 90: n=4, n=3, n=14. |

DIAS-3
| Trial                     | DIAS-3,; desmoteplase o placebo; Fase III. |
| Sponsor                   | H. Lundbeck A/S |
| Status                    | En desenvolupament |
| Source of information     | Trial registry |
| Location                  | EU, South East Asia and Western Pacific. |
| Design                    | Randomised, placebo-controlled. |
| Participants and schedule | - n=400 - Adults amb ictus agut; - Aplicació durant 3-9 hrs després de simptomes - NIHSS score 4-24 - Oclusió dels vasos o alt grau d'estonosis en artèries pròximes al cervell - No tractats amb agents trombolítics, heparina o inhibidors de glicoproteïna en les passades 72 i 48 hores, respectivament - No tractats amb anticoagulants per via oral - Aleatorització de desmoteplase en valor: 90µg/kg, 125µg/kg o placebo. |
| Follow-up                 | Rebuda del tractament entre 3-9 hores després dels simptomes, posterior seguiment de 90 dies |
| Primary outcome/s         | mRS score |
| Secondary outcome/s       | NIHSS score |

DIAS-4
| Trial                     | DIAS-4,; desmoteplase o placebo; Fase III. |
| Sponsor                   | H. Lundbeck A/S |
| Status                    | En desenvolupament |
| Source of information     | Trial registry |
| Location                  | EU (inc UK), USA, Canada and other countries |
| Design                    | Randomised, placebo-controlled. |
| Participants and schedule | - n=400 - Adults amb ictus agut; - Aplicació durant 3-9 hrs després de simptomes - NIHSS score 4-24 - Oclusió dels vasos o alt grau d'estenosis en artèries pròximes al cervell - No tractats amb agents trombolítics, heparina o inhibidors de glicoproteïna en les passades 72 i 48 hores, respectivament - No tractats amb anticoagulants per via oral - Aleatorització de desmoteplase en valor: 90µg/kg, 125µg/kg o placebo. |
| Follow-up                 | Rebuda del tractament entre 3-9 hores després dels simptomes, posterior seguiment de 90 dies |
| Primary outcome/s         | Modified Rankin Scale (mRS) score. |
| Secondary outcome/s       | NIHSS score |

##### Aprovament
Com s'ha esmentat anteriorment, dos grans assajos (DIAS-3 i DIAS-4) es van iniciar en el 2009, i els seus resultats determinaran si la desmoteplasa aconseguirà l'autorització per sortir al mercat com un tractament segur i efectiu pels pacients amb ACV isquèmic.